# Denen ist nichts heilig
Denen ist nichts heilig (Originaltitel: Nothing Sacred) ist eine US-amerikanische Screwball-Komödie mit Carole Lombard und Fredric March aus dem Jahr 1937. Als literarische Vorlage des frühen Technicolor-Films diente eine Kurzgeschichte von James H. Street.

## Handlung
Wally Cook arbeitet als Reporter für die Tageszeitung New York Morning Star. Um ein Bankett seiner Zeitung ein Erfolg werden zu lassen und selbst die Karriereleiter aufzusteigen, gibt er einen Afroamerikaner aus Harlem als „Sultan von Mazipan“ aus. Doch der Schwindel fliegt auf und sein Redakteur Oliver Stone will ihn zur Strafe nur noch Todesanzeigen schreiben lassen. Als Wally von der Geschichte einer jungen Frau namens Hazel Flagg erfährt, kann er Stone jedoch überreden, statt Todesanzeigen zu verfassen Hazel zur Zeitungssensation des Jahres zu machen. Hazel lebt in dem kleinen Ort Warsaw, Vermont. Von ihrem Arzt Dr. Enoch Downer hat sie erfahren, dass sie aufgrund einer Radiumvergiftung nur noch wenige Monate zu leben hat. 
Ehe Wally in Warsaw eintrifft, um Hazel zu interviewen, berichtet Dr. Downer seiner Patientin, dass seine Diagnose falsch gewesen und sie vollkommen gesund sei. Hazel gibt jedoch weiterhin vor, todkrank zu sein, bietet es ihr doch die Gelegenheit, ihre kleine Stadt zu verlassen und mit Wally nach New York zu gehen. Dort wird sie euphorisch empfangen und erhält den Schlüssel der Stadt. Ihre zu Herzen gehende Geschichte rührt die Menschen landesweit. Sie wird zu den verschiedensten Veranstaltungen als Ehrengast eingeladen. Wally ist dabei stets ihr Begleiter. Er macht sich jedoch zunehmend Sorgen, dass Hazel das Rampenlicht nicht bekommt. Bei einer großen Show in einem Nachtclub wird sie schließlich ohnmächtig. Sie hatte jedoch lediglich zu viel getrunken.
Wally, der sich inzwischen in Hazel verliebt hat, hofft, dass ihr vielleicht doch noch geholfen werden kann. Ein Wiener Experte für Radiumvergiftung, Dr. Emil Eggelhoffer, und drei weitere europäische Koryphäen auf dem Gebiet sollen Hazel untersuchen. Weil sie nicht möchte, dass Wally wegen ihrer Lüge seinen Job verliert, schreibt Hazel einen Abschiedsbrief und gibt vor, sich umbringen zu wollen. Mit Dr. Downer hat sie jedoch ausgemacht, dass er sie nach ihrem Sprung in einen Fluss aus dem Wasser rettet. Wally will sie von ihrem Vorhaben abbringen und fällt schließlich selbst ins Wasser. Da er nicht schwimmen kann, rettet ihm Hazel das Leben. Anschließend macht er ihr einen Heiratsantrag, den Hazel glücklich annimmt. 
Als Wally erfährt, dass Hazel kerngesund ist und geschwindelt hatte, will er sie immer noch heiraten, ist er doch erleichtert, dass sie doch nicht sterben muss. Entschlossen, die Lüge in der Öffentlichkeit weiterhin aufrechtzuerhalten, verpasst Wally Hazel einen Hieb in ihrem Hotelzimmer. Als Hazel wieder zu sich kommt, zahlt sie es ihm zurück und schlägt ihn nieder. Gegenüber dem Bürgermeister und weiteren Würdenträgern der Stadt gibt sie schließlich zu, eine Betrügerin zu sein. Da ihr Schwindel dem Ruf New Yorks schaden könnte, sind auch der Bürgermeister und die anderen dagegen, dass Hazel mit der Wahrheit an die Öffentlichkeit geht. Während die Zeitungen über ihren Freitod berichten und die ganze Stadt Anteil an ihrem Schicksal nimmt, reisen Hazel und Wally inkognito auf einem Schiff in Richtung Süden.

## Hintergrund
Im Frühjahr 1937 beauftragte Produzent David O. Selznick den ehemaligen Zeitungsreporter Ben Hecht, das Drehbuch für eine Filmkomödie mit Carole Lombard zu schreiben. Als Vorlage diente Hecht James H. Streets Kurzgeschichte Letter to the Editor, die in der Cosmopolitan veröffentlicht worden war. Hecht sah in seinem Drehbuch auch eine Rolle für seinen Freund, den Schauspieler John Barrymore, vor, den jedoch Selznick aufgrund der Alkoholsucht Barrymores nicht in die Besetzung aufnehmen wollte. Als Selznick zudem auf ein Happy End bestand, verließ Hecht das Projekt. Daraufhin wurde das Drehbuch von Dorothy Parker, Robert Carson, Ring Lardner Jr. und Budd Schulberg überarbeitet und fertiggestellt.
Die Dreharbeiten fanden von Mitte Juni bis Anfang August 1937 statt. Das Budget lag bei mehr als einer Million Dollar. Für die Filmbauten war Lyle R. Wheeler zuständig. Carole Lombards Kostüme entwarf Travis Banton, weitere Kostüme wurden von Walter Plunkett angefertigt. Erstmals kam bei einem Technicolor-Film die Rückprojektion zum Einsatz. Die dafür verwendeten Hintergrundsequenzen wurden an Originalschauplätzen in New York gedreht.
Denen ist nichts heilig wurde am 25. November 1937 in New York uraufgeführt. Am 16. April 1982 wurde die Filmkomödie erstmals von der ARD im deutschen Fernsehen gezeigt. Basierend auf Ben Hechts Drehbuch entstand das Musical Hazel Flagg, das 1953 in New York seine Premiere feierte. 1954 entstand zudem eine Neuverfilmung unter dem Titel Der sympathische Hochstapler mit Jerry Lewis und Dean Martin.

## Kritiken
Für das Lexikon des internationalen Films war Denen ist nichts heilig eine „[k]lassische Screwball-Comedy voll schwarzem Humor und satirischen Seitenhieben auf den amerikanischen Publicity-Rummel“. Carole Lombards „komödiantische Leistung“ sei „[g]roßartig“. Variety lobte die Technicolor-Farben, „die für filmischen Zauber sorgen“. Die Laufzeit von lediglich 75 Minuten mache den Film zu „einem kompakten und gut geschnittenen Stück Unterhaltung von Anfang bis Ende“.

## Deutsche Fassung
Die deutsche Synchronfassung entstand 1981 bei der Interopa Film GmbH in Berlin.
| Rolle                | Darsteller        | Synchronsprecher    |
| -------------------- | ----------------- | ------------------- |
| Hazel Flagg          | Carole Lombard    | Rose-Marie Kirstein |
| Wally Cook           | Fredric March     | Claus Biederstaedt  |
| Dr. Enoch Downer     | Charles Winninger | Klaus Miedel        |
| Oliver Stone         | Walter Connolly   | Alf Marholm         |
| Dr. Emil Eggelhoffer | Sig Ruman         | Manfred Schuster    |
| Show-Moderator       | Frank Fay         | Eckart Dux          |
| Max Levinsky         | Maxie Rosenbloom  | Karl Schulz         |
| Apothekerin          | Margaret Hamilton | Ursula Diestel      |